# Dichorisandra thyrsiflora
Dichorisandra thyrsiflora  es una especie de planta tropical, que recuerda al jengibre (Zingiber officinale) en hábitos y crecimiento, pero está más relacionada con Tradescantia pallida.   

## Distribución geográfica
Es nativa de los bosques tropicales de Norte, Central y Sudamérica, especialmente en la Mata Atlántica de Brasil.

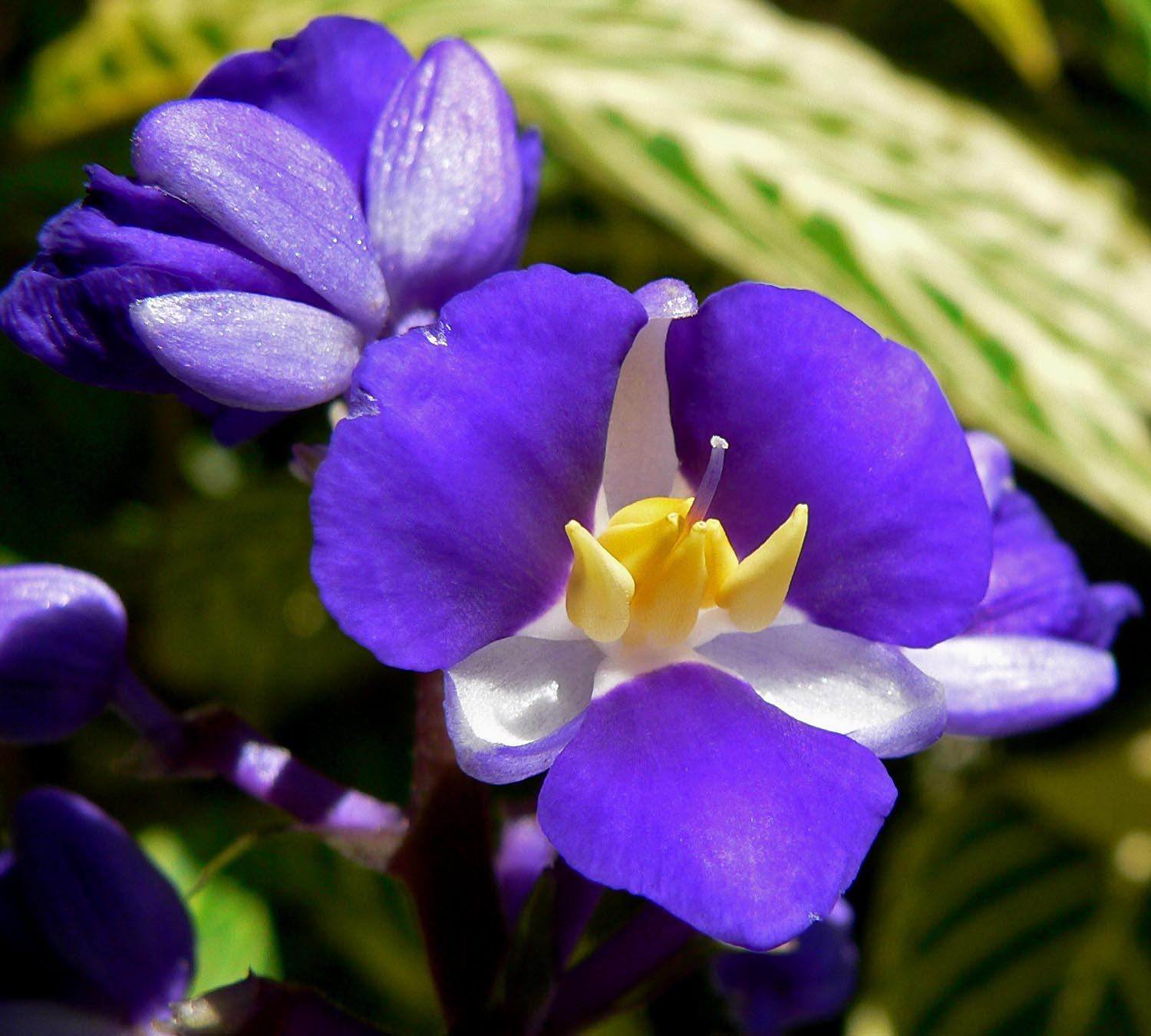
Detalle de la flor

## Descripción
Se la cultiva por sus llamativas flores azules, que son monosimétricas, de 3-sépalos, 3-pétalos, 6-estambres.

## Medicina popular
- Emoliente, diurética, anti-reumática

## Taxonomía
Dichorisandra thyrsiflora fue descrita por Johann Christian Mikan    y publicado en Delectus Florae et Faunae Brasiliensis, t. 3. 1820.
Sinonimia
- Stickmannia thyrsiflora (J.C.Mikan) Kuntze[3][4]

## Nombres comunes
- Portugués: cana-do-brejo, marianinha, trapoeraba, trapoeraba-azul, dicorisandra.[5]